# Schloss Pack

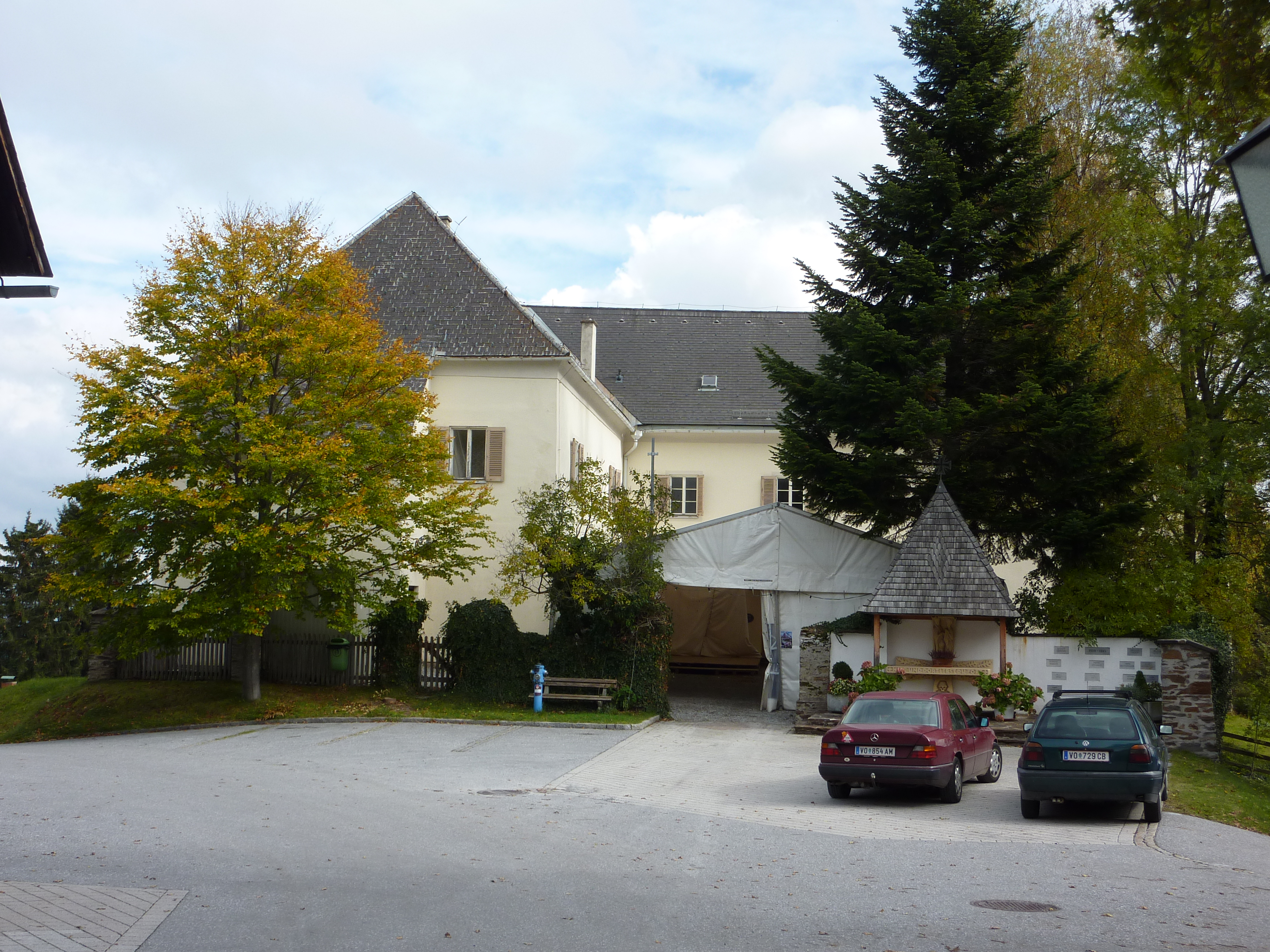
Das Schloss im Oktober 2012

Das Schloss Pack, auch als Schloss Rosegg oder Roseck bekannt, befindet sich in der Ortschaft Pack der Gemeinde Hirschegg-Pack, im Bezirk Voitsberg in der Weststeiermark (Österreich). Die Ursprünge des Schlosses gehen bis auf das 10. Jahrhundert zurück. Es dient seit 1870 als Pfarrhof.

## Standort
Das Schloss befindet sich im östlichen Teil der Ortschaft Pack in der Gemeinde Hirschegg-Pack, neben der Pfarrkirche Pack.

## Geschichte
An der Stelle des heutigen Schlosses wurde im 10. Jahrhundert zum Schutz der Straße über den Packsattel ein Wehrbau errichtet. Kaiser Otto III. schenkte das Gebiet um den Packsattel samt Wehrbau den Eppensteinern. Nach dem Aussterben der Eppensteiner ging der Besitz an die Herren von Wildon über von denen es nach 1300 an die Herren von Walsee kam, welche es mit ihrer Herrschaft Krems vereinten. Als Hartnit von Pettau den Wehrbau im Jahr 1362 erwarb, trug dieser bereits den Namen "Roseck". Hartnit verpfändete den Besitz später an Konrad Plankenwarter, welcher ihn wiederum am Ende des 14. Jahrhunderts an Otto von Stubenberg verpfändete. Das Gut kam durch Kauf im Jahr 1403 als freies Eigen an Friedrich und Ulrich von Stubenberg. Im Jahr 1420 erwarb Hermann Graf von Montfort das Gut Pack von Friedrich von Stubenberg und verband es erneut mit der Herrschaft Krems. Als die Türken im Jahr 1480 die nähere Umgebung verwüsteten blieb auch das Schloss Roseck nicht verschont, welches zu jener Zeit nur mehr schwach befestigt war.
Der Gewerke Franz von Ungnad bei Waldenstein tauschte 1543 von den Grafen von Montfort die Güter Pack und Modriach gegen Güter bei Eggenfeld ein, um an Holzkohle für seine Eisenhämmer zu gelangen. Da Franz von Ungnad bei Waldenstein ein gläubiger Protestant war, musste er aber die Steiermark später verlassen. Hans und Ludwig von Ungnad vernachlässigten das Anwesen und da sich die Steuerrückstände häufte wurde es von der steirischen Landschaft gepfändet und 1584 an Freiherrn Siegmund Friedrich von Herberstein verkauft. Dieser vereinigte es zum insgesamt dritten Mal mit seiner Herrschaft Krems. Aus dem Jahr 1629 ist Max Laymann und aus dem Jahr 1634 Salomon von Maillegg als Schlossherren belegt. Zwischen 1638 und 1846 gehörte das Gut den Grafen Saurau, welche es 1750 mit ihrer Herrschaft Ligist verbanden. Im 17. Jahrhundert wurden die restlichen Wehranlagen abgebaut. Im Jahr 1810 speiste Kaiser Franz II., welcher sich auf der Durchreise befand, im Schloss. Im Jahr 1870 kam das Schloss an die Gemeinde Pack und dient seitdem als Pfarrhof. Die Diözese Graz-Seckau richtete im späten 20. Jahrhundert im Nordflügel ein Jugendheim ein.

## Schloss
Das heutige Schlossgebäude stammt aus dem Anfang des 16. Jahrhunderts und es handelt sich dabei um ein wuchtiges, ungegliedertes zweigeschoßiges Renaissancebauwerk mit hakenförmigen Grundriss. Die Außenfassaden sind großteils schmucklos. Der nördliche Gebäudeflügel, im Volksmund auch als "alter Turm" bekannt, stellt den ältesten Anlagenteil dar. Er wurde an der Stelle des ursprünglichen Wehrbaus errichtet, besitzt etwa 1,3 Meter dicke Mauern und wurde teilweise in den Fels hinein gebaut. Der Ostflügel schließt im rechten Winkel an den Nordflügel an und stammt aus der zweiten Hälfte des 16. Jahrhunderts, wurde im Laufe seiner Geschichte aber mehrmals baulich verändert. So wurde er 1768 durch ein Feuer beschädigt und musste erneuert werden. Auch wurden ein Großteil der größeren Räume durch Unterteilung verkleinert und die ursprünglich überwolbten Innenräume wurden modernisiert. Ein gewölbter Saal im nordöstlichen Teil des Erdgeschoßes blieb jedoch in seiner ursprünglichen Form erhalten. Die am Gebäude angebrachten Wappen der ehemaligen Hausherren stammen alle aus dem 20. Jahrhundert.
Die ehemaligen Wehranlagen sind nicht erhalten geblieben, da sie bereits im 17. Jahrhundert abgebaut wurden.